# آفایرایگوآنا
آفایرایگوآنا (نام علمی: Afairiguana) نام یک سرده از تیره چندرنگ‌واران است.